# 번역차용
번역차용(翻譯借用, 영어: loan translation, 프랑스어: calque)이란 한 언어가 다른 언어로부터 단어를 차용할때, 번역대상어의 의미를 살려 옮기는 것을 말한다. 음성에 따라 옮기는 음역차용과 대조적인 개념이다. 번역차용은 개별 단어가 아닌 합성어나 어구를 옮기는 경우에 발생한다. 때때로 번역시 발생하는 조어인지, 번역차용인지의 구별이 애매해지는 경우가 발생한다.

## 번역차용의 예
간단한 번역차용 사례:
- 영어 good morning → 좋은 아침
- 영어 road shoulder → 노견 (路肩)

### 합성어의 번역차용:벼룩시장
숙어 벼룩시장은 결국 어원으로 알려진 프랑스어 marché aux puces (영어 직역: "market with fleas")의 번역차용이다. 다음은 다른 언어에서의 그같은 번역차용 사례이다.
| 언어       | 사례                |
| ---------- | ------------------- |
| 네덜란드어 | vlooienmarkt        |
| 노르웨이어 | loppemarked         |
| 덴마크어   | loppemarked         |
| 독일어     | Flohmarkt           |
| 러시아어   | блошиный рынок      |
| 세르비아어 | buvlja pijaca       |
| 스페인어   | mercado de pulgas   |
| 영어       | flea market         |
| 이탈리아어 | mercato delle pulci |
| 일본어     | 蚤の市              |
| 중국어     | 跳蚤市场            |
| 체코어     | bleší trh           |
| 튀르키예어 | bit pazarı          |
| 폴란드어   | pchli targ          |
| 핀란드어   | kirpputori          |
| 헝가리어   | bolhapiac           |
| 히브리어   | שוק פשפשים          |

같이 보기
- 말벌#명칭

## 같이 보기
- 앵글리시즘
- 동계어
- 외래어
- 번역
- 일본어식 영어
- 잉그리시